# Mikoshi
Mikoshi (jap. 神輿- mikoši) je sveto prijenosno šintoističko svetište u Japanu. Šintoisti vjeruju da je mikoshi sredstvo kojim se božanstvo (kami) prenosi između glavnog i privremenog svetišta tijekom japanskog festivala matsuri (jap. 祭り). Japanci vjeruju da revnosno nošenje mikoshija ulicama Japana, ljudima donosi snagu, zdravlje i bogatu žetvu. Mikoshi često sliči na malu zgradu, to jest svetište sa stupovima, zidovima, krovom, trijemom i ogradom. Vrh mikoshija često je ukrašen pozlaćenim feniksom. Šintoistička svetišta uglavnom imaju jedan glavni mikoshi tzv. honja mikoshi (jap. 本社神輿- honđa mikoši), dok velika svetišta kao svetište Asakusa u Tokiu posjeduju čak tri. Svetište Asakusa je poznato upravo po svom festivalu triju svetišta zvanom Sanja matsuri (jap. 三社祭- sanđa macuri).
Postoje razna mikoshi svetišta za različite uzraste i situacije. Svetište namijenjeno za odrasle se naziva otona mikoshi (jap. 大人神輿) kojeg mogu nositi i muškarci i žene, za djecu kodomo mikoshi (jap. 子供神輿), a postoji i mikoshi samo za žene zvan onna mikoshi (jap. 女神輿).

## Etimologija
Prvi dio riječi mikoshi 神 (mi) označava božanstvo Kami, dok drugi dio 輿 (koshi) označava vozilo koje nose ljudi. Postoji nekoliko inačica zapisa riječi mikoshi, a jedna od njih je dodavanje počasnog prefiksa o- (お) kojim se dobiva riječ omikoshi (jap. お神輿). 	

## Tehnike nošenja
Mikoshi mogu činiti dva do šest drvenih stupova za nošenje uz moguće iznimke. Mikoshi je tipično postavljen na četiri stupa te se takav nosi, primjerice, kod Edomae i Odawara stila nošenja. Edomae (jap. 江戸前) je tehnika nošenja koja se između ostalog izvodi u gore spomenutom Sanja festivalu, a prepoznatljiva je po tome što se mikoshi ubrzano ljulja gore dolje. Karakteristike nošenja Odawara (jap. 小田原) su recitiranje pjesme Kiyari, nakon čega se kratim trkom mikoshi prenosi s jednog kraja ulice na drugi. Za vrijeme trčanja uzvikuju se fraze poput "Oisaa, korasaa". Mikoshi se zatim neko vrijeme nosi usporenim korakom, dok se ne stigne do nove destinacije na kojoj se nastavlja recitiranje za kojim ponovo slijedi trčanje.  Mikoshi postavljen na dva drvena stupa nosi se tehnikom dokkoi (jap. どっこい). Ovim načinomi mikoshi se nosi mnogo sporije, zato što sa samo dva stupa ima znatno manje mjesta za nošenje. Za vrijeme nošenja uzvikuje se fraza "dokkoi dokkoi, dokkoi sorya", a nošenje je također popraćeno takozvanim jinku (jap. 甚句) pjesmama, što u prijevodu znači živahna pjesma.